# Baillé
Baillé è un comune francese di 320 abitanti nel dipartimento dell'Ille-et-Vilaine, regione della Bretagna. Il territorio comunale è bagnato dal fiume Minette.

## Società

### Evoluzione demografica
Abitanti censiti